# Gasfeld Hugoton

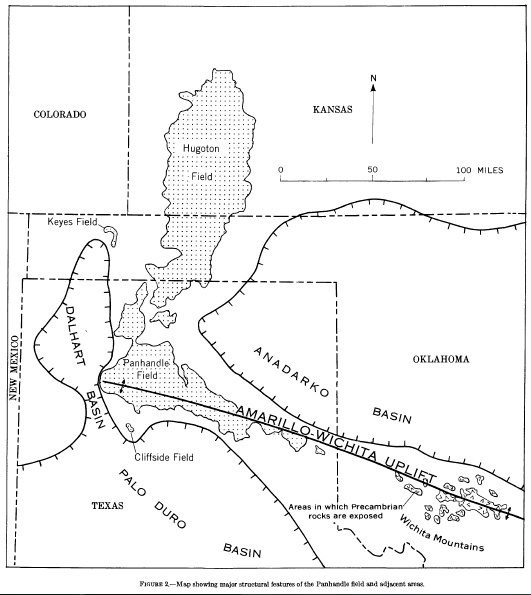
Gasfelder Hugoton und Panhandle

Das Gasfeld Hugoton ist das größte Gasfeld der Vereinigten Staaten. Es erstreckt sich über 350 km auf 16.000 km² über Kansas, Oklahoma und Texas. Das Gas befindet sich in einer stratigraphischen Falle aus permischem Dolomit der Krider-Formation in 400–900 m Tiefe.
Während des Höhepunktes der Förderung wurden mehr als 18 Milliarden m³ Erdgas pro Jahr gefördert.
Das geförderte Gas ist mit 0,3 % bis 1,9 % sehr reich an Helium, welches abgetrennt wird. Der durchschnittliche Stickstoffgehalt beträgt 15 %.

## Geschichte
Das Vorkommen wurde bereits 1922 nahe der Stadt Hugoton in Kansas entdeckt. Weil sich jedoch kein Öl fördern ließ, wurde es zunächst als unergiebig abgetan. 1927 wurde in 790 m Teufe von der Independent Oil and Gas Company’s Crawford No. 1 Gas entdeckt und ein Jahr später die Förderung aufgenommen. 1929 wurde eine Pipeline nach Dodge City gebaut.
Das Fracking-Verfahren wurde erstmals 1947 im Hugoton-Feld angewandt.